# Don't cry anymore
「don't cry anymore」（ドント・クライ・エニーモア）は、miwaのメジャーデビュー1枚目のシングル。2010年3月3日にSony Recordsから発売された。

## 概要
初回限定仕様は紫色のカラートレイとなっている。発売日にshibuya eggmanでデビュー記念ライブを開催した。
miwaはカップリングの2曲について「カップリング曲のほうが素の自分に近いかも知れない」「私のいろんな部分を知ってほしくて、それぞれ違うタイプの曲を入れました」と語っている。
レコチョク着うたフルのデイリーランキングでは初登場1位を記録した。

## 収録曲
全作詞・作曲：miwa
1. don't cry anymore [4:40]
  - 編曲：Quatre-M & Naoki-T

フジテレビ系ドラマ『泣かないと決めた日』主題歌
高校生時代やこれからデビューする自身の思いとドラマの世界観を照らし合わせた歌詞となっている[3][4]。
4thシングル「オトシモノ」のカップリングにピアノバージョンが収録されている。
2. めぐろ川 [4:34]
  - 編曲：DAISHI KATAOKA

miwa曰く「私の原点のような曲」とのこと[4]。
1stアルバム『guitarissimo』にストリングスバージョンが収録されている。
3. Wake Up, Break Out! [4:43]
  - 編曲：Quatre-M

高校1年生の時に制作された曲で、デビュー前からライブハウスにて弾き語りで披露していた[4]。
4. don't cry anymore 〜instrumental〜

## 収録アルバム
don't cry anymore
- guitarissimo
- miwa THE BEST
- miwa（Classic StudioLive ver.）

めぐろ川
- guitarissimo（strings version）
- miwa ballad collection 〜graduation〜（strings version）
- miwa THE BEST

Wake Up, Break Out!
- miwa